# Houston Dynamo FC
Houston Dynamo is een Amerikaanse voetbalclub uit Houston. De ploeg komt uit in de Major League Soccer (MLS). De club werd opgericht op 15 december 2005 en nam de licentie van San Jose Earthquakes over. Evenals de spelers en de staf. De club speelt in het BBVA Compass Stadium, nu bekend als Shell Energy Stadium. Direct in het eerste jaar (2006) wist het de Amerikaanse titel te bemachtigen door na penalty's New England Revolution te verslaan. Brian Ching en doelman Pat Onstad waren de sterspelers van het team en hadden dan ook een groot aandeel in de winst van de eerste landstitel.
Het winnen van deze titel was opmerkelijk, gezien het feit dat deze werd behaald door het nemen van strafschoppen. Pas in 2003 hebben de strafschoppen de shoot-outs vervangen, waar de MLS onder meer bekend van was. In 2007 werd nogmaals het landskampioenschap behaald.

## Erelijst
- MLS Cup

Winnaar: 2006, 2007 (2x)
Finalist: 2001, 2012 (2x)
- US Open Cup

Winnaar: 2018, 2023 (2x)
- North American SuperLiga

Finalist: 2008 (1x)
- Carolina Challenge Cup

Winnaar: 2006, 2007, 2015 (3x)

## Bekende (oud-)Dynamos

### Spelers
- Corey Ashe
- DaMarcus Beasley
- Geoff Cameron
- Brian Ching
- Ricardo Clark
- Brad Davis
- Dwayne De Rosario
- Óscar García
- Héctor Herrera
- Stuart Holden
- Raúl Rodríguez

### Trainers
- Wilmer Cabrera
- Owen Coyle